# Dries Van Noten

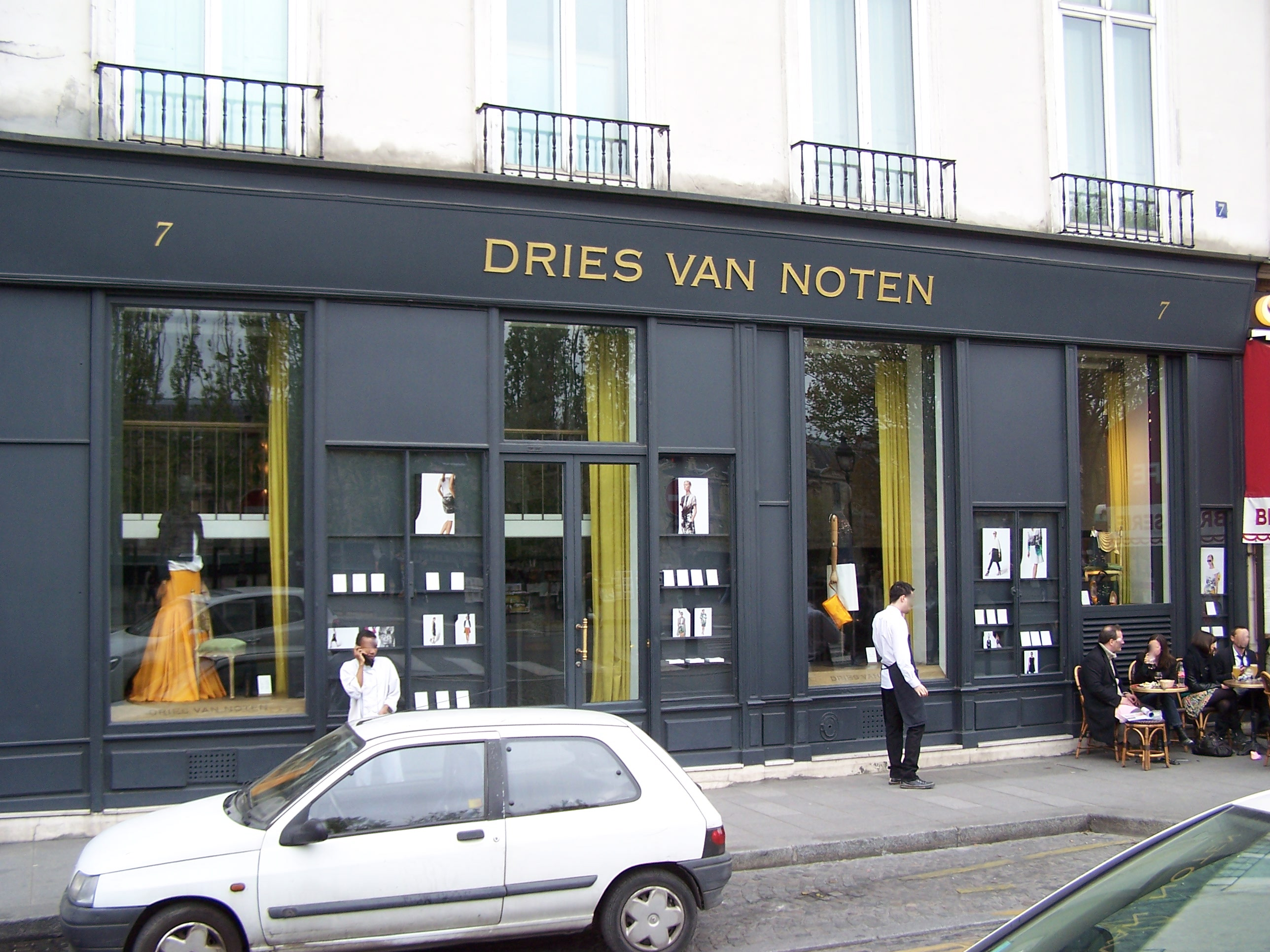
Boutique in Paris, 2012

Dries Van Noten (* 12. Mai 1958 in Antwerpen) ist ein belgischer Modedesigner. Das von ihm 1986 gegründete Modeunternehmen trägt seinen Namen.

## Leben
Van Noten wurde in eine Schneiderfamilie hineingeboren; sein Vater war Herrenausstatter, sein Großvater Schneider. Er wuchs mit einem Bruder und zwei Schwestern auf. Sein Vater führte eine Herrenboutique in Antwerpen und hoffte, dass sein Sohn die Boutique übernimmt, statt zu studieren. Auf Wunsch seiner Eltern besuchte er eine Jesuitenschule, von der er verwiesen wurde, weil er nach eigener Aussage "nicht in das Konzept passte, das die Jesuiten von Erziehung hatten." Ab 1976 studierte Dries Van Noten an der Königlichen Hochschule der Schönen Künste (flämisch: Koninklijke Academie voor Schone Kunsten) in Antwerpen, wo er 1980 seinen Abschluss machte. Nachdem er freischaffend für andere Unternehmen tätig gewesen war, stellte er 1986, zusammen mit fünf weiteren belgischen Kollegen („Antwerp Six“), seine erste Herrenkollektion in London unter eigenem Namen erfolgreich vor. Die Damenmode folgte ein Jahr später.
Jährlich erscheinen vier Kollektionen unter der Marke Dries Van Noten für Damen (70 Prozent des Umsatzes) und Herren, jeweils für Frühling/Sommer sowie Herbst/Winter. Ab 1996 gab es eine Zeit lang eine hochgelobte Kinderkollektion, welche allerdings zugunsten der Herrenmode eingestellt werden musste. Neben der hochpreisigen Hauptlinie gibt es bewusst keine preisgünstigere Zweitlinie. Die Präsentation der Kollektionen erfolgt seit 1993 bei den Pariser Modenschauen. Sehr charakteristisch für Van Notens Kreationen ist der Einsatz von, oft ethnisch-folkloristischen, Drucken, Farben und Schichtung. Van Noten legt sehr viel Wert auf Stoffe und Materialien, die zum Teil eigens für ihn angefertigt werden. Er hat eine sehr große Anhängerschaft, obwohl er praktisch keine Werbung betreibt.
Dries Van Noten arbeitet in Antwerpen. Er besitzt mehrere eigene Ladengeschäfte, der erste, „Het Modepaleis“, öffnete 1989 in Antwerpen. Es folgten Showrooms bzw. zum Teil von Partnern geführte Boutiquen in Hongkong (1997), Paris (2007), Tokio (2009), Kuwait (2011), Osaka (2015) und Singapur sowie kleinere Shops-in Shop in größeren Modegeschäften, sogenannte Corners, in weiteren Städten. Weltweit zählen an die 500 Einzelhandelsgeschäfte zu seinen Kunden. Die Firmenzentrale liegt am Willemsdok im Hafen von Antwerpen, unweit des Museum aan de Stroom. Der Umsatz des Unternehmens lag 2011 bei geschätzten 50 Millionen Euro. Mode von Dries Van Noten ist im oberen Preissegment angesiedelt. 2017 wurde der Dokumentarfilm Dries veröffentlicht, in dem Van Noten auch selbst auftritt.
Van Notens Firma war bis 2018 vollkommen selbstfinanziert und damit unabhängig. Mitte 2018 verkaufte Van Noten sein Unternehmen mehrheitlich an den familiengeführten spanischen Parfüm- und Modekonzern Puig, zu dem unter anderem die Mode- und Parfümfirmen Jean Paul Gaultier, Nina Ricci, Carolina Herrera und Paco Rabanne sowie die Parfümlizenzen von Prada, Valentino und Comme des Garçons gehören. Van Noten selbst blieb Kreativdirektor, Vorstandsvorsitzender und Minderheitsaktionär.
Im Mai 2020 wandte sich eine Gruppe von Designern unter Van Notens Ägide als Reaktion auf die COVID-19-Pandemie in einem offenen Brief an die Modeindustrie und forderte eine radikale Entschleunigung der Branche. Zahlreiche namhafte Designerinnen und Designer, Modehäuser und Einzelhändler schlossen sich dem Aufruf an.

## Privates
Dries Van Noten wohnt mit seinem Partner Patrick Vangheluwe, der seit Firmengründung im Unternehmen arbeitet, in einem Landhaus in Lier. Mitte 2017 wurde Van Noten von König Philippe in Anerkennung seiner Leistungen für die belgische Modeindustrie der Titel eines Barons verliehen.

## Auszeichnungen
(Auswahl)
- 2008: Council of Fashion Designers of America (CFDA), International Designer of the Year
- 2008: Royal Society of Arts, Royal Designer for Industry (RDI)
- 2009: Vlaams Economisch Verbond (VOKA), Aufnahme in die Galerie des Eminents
- 2009: Koninklijke Vlaamse Academie van België voor Wetenschappen en Kunsten, Gouden Penning
- 2009: Fashion Institute of Technology, Couture Council Award for Artistry of Fashion
- 2014: Ordre des Arts et des Lettres, Officier
- 2016: Provinz Antwerpen, Cultuurprijs (Kulturpreis)